# Tamás Vesmás

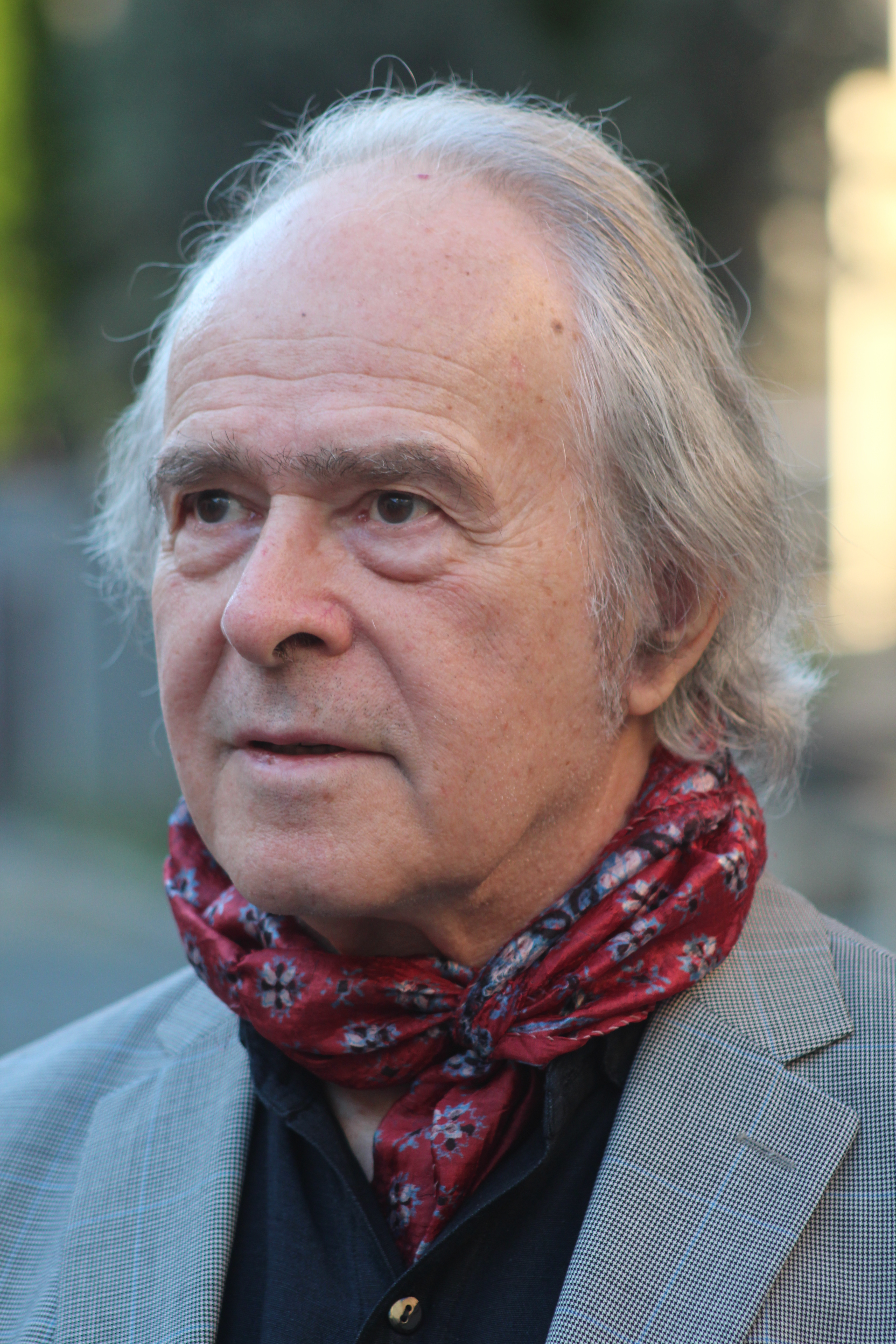
Vesmás Tamás

Tamás Vesmás (* 1944 in Rumänien) ist ein ungarischer Pianist.

## Leben
Vesmás begann im Alter von zehn Jahren in Timișoara eine Klavier- und Kompositionsausbildung bei Ella Philip, einer Schülerin von Alfred Cortot, und trat bereits mit vierzehn Jahren mit den führenden Orchestern Rumäniens auf. Er setzte seine Ausbildung an der Musikakademie in Bukarest bei Florica Musicescu, der Lehrerin von Dinu Lipatti, Ovidiu Drimba und Radu Lupu, am Conservatoire de Paris bei Yvonne Lefébure und Monique de la Bruchollerie und in London bei Maria Curcio fort. 1968 gewann er die Goldmedaille beim Internationalen Claude-Debussy-Wettbewerb in Paris. Seit 1983 unterrichtet er an der School of Music der Universität Auckland in Neuseeland Klavier und Kammermusik. Zu seinen Schülern zählen u. a. Zenka Dianowa, Horst-Hans Bäcker, Rachel Young, Fei Ren, Li Chenyin und Stephen Small. Daneben ist er musikalischer Direktor der von ihm gegründeten Auckland Sinfonietta.
Vesmás trat als Pianist, Dirigent und Kammermusiker in mehr als zwanzig Ländern weltweit auf. Er arbeitete als Pianist mit Dirigenten wie Simon Rattle, Jean-Claude Casadesus, János Fürst, Harry Blech, Kurt Redel, Carlo Zecchi, Mark Elder und Erich Bergel, und als Kammermusiker mit Musikern wie Nathan Milstein, György Pauk, Boris Berman, Peter Frankl, Heinz Holliger, Boris Belkin, Mark Lubotsky und Cho-Liang Lin. Schwerpunkt seines Repertoires sind Komponisten des 19. und 20. Jahrhunderts wie Robert Schumann, Johannes Brahms, Claude Debussy, Béla Bartók, Sergei Prokofjew und Alfred Schnittke.